# جولييت ماينيل
جولييت ماينيل (بالفرنسية: Juliette Mayniel)‏ وهي ممثلة فرنسية ولدت في يوم 22 يناير 1936 في سان هيبوليت في فرنسا، مثلت في 35 فلم من سنة 1958 إلى سنة 1978، أفلامها احتلت المراتب 10 الأولى في مهرجان برلين وفازت بجائزة الدب الفضي كأفضل ممثلة، مثلت في فلم ذا فاير وفي أفلام أخرى. سبق أن إرتبطت بالممثل الإيطالي فيتوريو غاسمان
وأنجبت منه إبنها أليساندرو غاسمان.

## روابط خارجية
- جولييت ماينيل على موقع IMDb (الإنجليزية)
- جولييت ماينيل على موقع ألو سيني (الفرنسية)
- جولييت ماينيل على موقع أول موفي (الإنجليزية)
- جولييت ماينيل على موقع قاعدة بيانات الأفلام السويدية (السويدية)
- جولييت ماينيل على موقع قاعدة بيانات الفيلم (الإنجليزية)
- جولييت ماينيل على موقع كينوبويسك (الروسية)